# Prva liga Srbije i Crne Gore u košarci
Prva liga Srbije i Crne Gore je bila najviši rang košarkaške lige u Srbiji i Crnoj Gori te SR Jugoslaviji. 

## O ligi
Liga je počela 1991. godine kao YUBA liga za SR Jugoslaviju nakon raspada SFR Jugoslavije. 2003. godine država mijenja ime u Srbija i Crna Gora, pa tada postaje i najviša liga u toj zemlji. Kao i ostale košarkaške lige, prvenstvo se sastojalo od ligaškog dijela i doigravanja. U sezoni 1998./99. je igran samo ligaški dio zbog NATO-va bombardiranja SRJ. Od sezone 2003./04. ligaški dio se igrao u dva dijela, zbog toga što su vodeći klubovi igrali Jadransku ligu (tada Goodyear League). Osamostaljenjem Crne Gore od Srbije i Crne Gore nastaju samostalne nacionalne lige Srbije i Crne Gore.
Sponzorski nazivi lige:
- Sportstar YUBA liga (1995. – 1995.)
- Winston YUBA liga (1996. – 2002.)
- Frikom YUBA liga (2002. – 2003.)
- Efes Pils YUBA liga (2003. – 2004.)
- Atlas Pils YUBA liga (2004. – 2005.)
- Sinalco Prva liga (2005. – 2006.)

## Prvaci i doprvaci
| sezona             | klubova        | prvak                      | završna serija | doprvak               |
| SR Jugoslavija     | SR Jugoslavija | SR Jugoslavija             | SR Jugoslavija | SR Jugoslavija        |
| ------------------ | -------------- | -------------------------- | -------------- | --------------------- |
| 1991./92. ↓1       | 12             | Partizan Beograd           | 3-0            | Crvena zvezda Beograd |
| 1992./93.          | 13             | Crvena zvezda Beograd      | 3-2            | Partizan Beograd      |
| 1993./94.          | 12             | Crvena zvezda Beograd      | 3-1            | Partizan Beograd      |
| 1994./95.          | 8              | Partizan Beograd           | 3-2            | TG Borovica Ruma      |
| 1995./96.          | 12             | Partizan Beograd           | 3-2            | BFC Beočin            |
| 1996./97.          | 14             | Partizan Beograd           | 3-1            | FMP Železnik Beograd  |
| 1997./98.          | 14             | Crvena zvezda Beograd      | 3-1            | FMP Železnik Beograd  |
| 1998./99.          | 12             | Budućnost Podgorica        | ↓2             | Crvena zvezda Beograd |
| 1999./2000.        | 12             | Budućnost Podgorica        | 3-0            | Partizan Beograd      |
| 2000./01.          | 12             | Budućnost Podgorica        | 3-2            | Partizan ICN Beograd  |
| 2001./02.          | 12             | Partizan ICN Beograd       | 3-2            | Budućnost Podgorica   |
| 2002./03. ↓3       | 12             | Partizan Mobtel Beograd    | 3-0            | FMP Železnik Beograd  |
| Srbija i Crna Gora |                |                            |                |                       |
| 2003./04.          | 16             | Partizan Mobtel Beograd    | 3-1            | Hemofarm Vršac        |
| 2004./05.          | 19             | Partizan Pivara MB Beograd | 3-1            | Hemofarm Vršac        |
| 2005./06.          | 17             | Partizan Beograd           | 3-0            | FMP Železnik Beograd  |

 Napomene: 

↑1  počelo kao prvenstvo SFR Jugoslavije, SR Jugoslavija formirana u travnju 1992. 

↑2  doigravanje nije igrano 

↑3  država u veljači 2003. postala Srbija i Crna Gora

### Klubovi po uspješnosti
| klub                  | ptvak | doprvak |
| --------------------- | ----- | ------- |
| Partizan Beograd      | 9     | 4       |
| Crvena zvezda Beograd | 3     | 2       |
| Budućnost Podgorica   | 3     | 1       |
| FMP Železnik Beograd  |       | 4       |
| Vršac                 |       | 2       |
| Borovica Ruma         |       | 1       |
| BFC Beočin            |       | 1       |

## Poveznice
- Prvenstvo Jugoslavije u košarci
- Košarkaška liga Srbije
- Crnogorska košarkaška liga
- Kup SR Jugoslavije u košarci
- Kup Radivoja Koraća
- ABA liga